# Casa di Niccolò Paganini
La casa di Niccolò Paganini a Genova era l'edificio nel quale visse in gioventù Niccolò Paganini.

## Descrizione

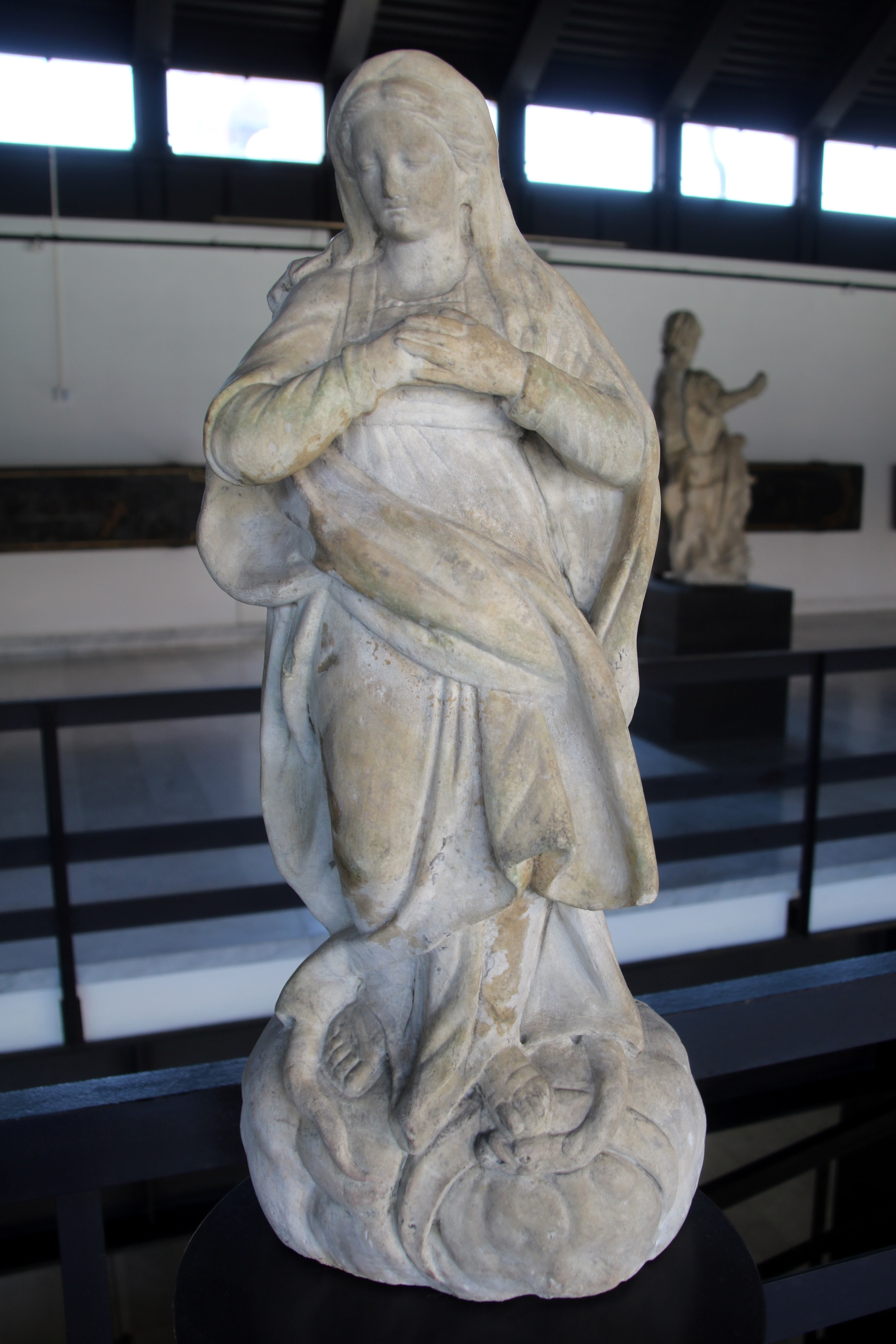
La statua della Madonna Immacolata che si trovava nell'edicola votiva, ora nel Museo di Sant'Agostino.

La casa in stile rinascimentale si trovava in Passo di Gattamora, 38 nel quartiere del Colle vicino a via Madre di Dio. Niccolò Paganini visse in questa casa dalla nascita, il 27 ottobre 1782, fino all'età di 14 anni quando si trasferì a Parma.
Sulla facciata della casa era presente un'edicola del 1610-1620. In occasione del centenario della nascita il comune di Genova fece collocare una targa dettata dall'onorevole Anton Giulio Barrili:
in questa casa

il giorno XXVII di ottobre dell'anno MDCCLXXXII 
nacque

a decoro di Genova a delizia del mondo

Nicolò Paganini

nella divina arte dei suoni insuperato maestro»
Durante la seconda guerra mondiale risultava già in cattive condizioni a causa dei crolli causati dai bombardamenti. 
Il "Piano particolareggiato" del 1966 prevedeva un grande edificio progettato da Marco Dasso, denominato "Centro dei Liguri", allungato verso il mare lungo la valletta del Rivo Torbido, contrapposto al quale è sorto un altro palazzo di uffici, caratterizzato dal rivestimento in pietra artificiale rosa, disegnato da Franco Albini e Franca Helg. L'architetto Dasso, al centro di un'aspra polemica tra "restauratori" e "innovatori", rifiutò le operazioni di restauro, scegliendo la via della totale demolizione delle strutture edilizie.
Venne acquistata dalla curia genovese tramite la Società immobiliare San Gallo s.p.a., presieduta da Alberto Pongigllone, che aveva sede in Liechtenstein al di sotto del suo valore per la costruzione del Centro direzionale dei Liguri che costò 60 miliardi di lire prestati dalla Carige, mentre la società Cemar si occupò, il 3 luglio 1969, della demolizione lasciando solo la facciata fino al primo piano con l'edicola seicentesca. Il resto della facciata venne demolito, la sera del 13 settembre 1971, con mazze e picconi nonostante, nel nuovo piano regolatore, fosse stato promesso di non sacrificare la casa che sarebbe stata risparmiata e inserita in un giardino. Poteva essere salvata con la Legge 1089 del 1939 sulla Tutela delle cose d'interesse Artistico o Storico. L'architetto del comune, Oddi, che si occupava delle Belle Arti disse che la casa era in fase di "disintonacatura" e che doveva rimanere qualche traccia, mentre la dottoressa Terminiello della Sovrintendenza ai Beni Culturali aveva promesso di far svolgere un sopralluogo. La demolizione della casa provocò l'ira degli abitanti del Colle che cercarono di fermare la demolizione. 
La società San Gallo s.p.a. fallì e in seguito lasciò uno strascico giudiziario, la targa venne ritrovata in un magazzino comunale e nel 1982 l'amministrazione comunale insieme alla Carige propose la ricostruzione della facciata, ma poi quest'idea venne abbandonata. 

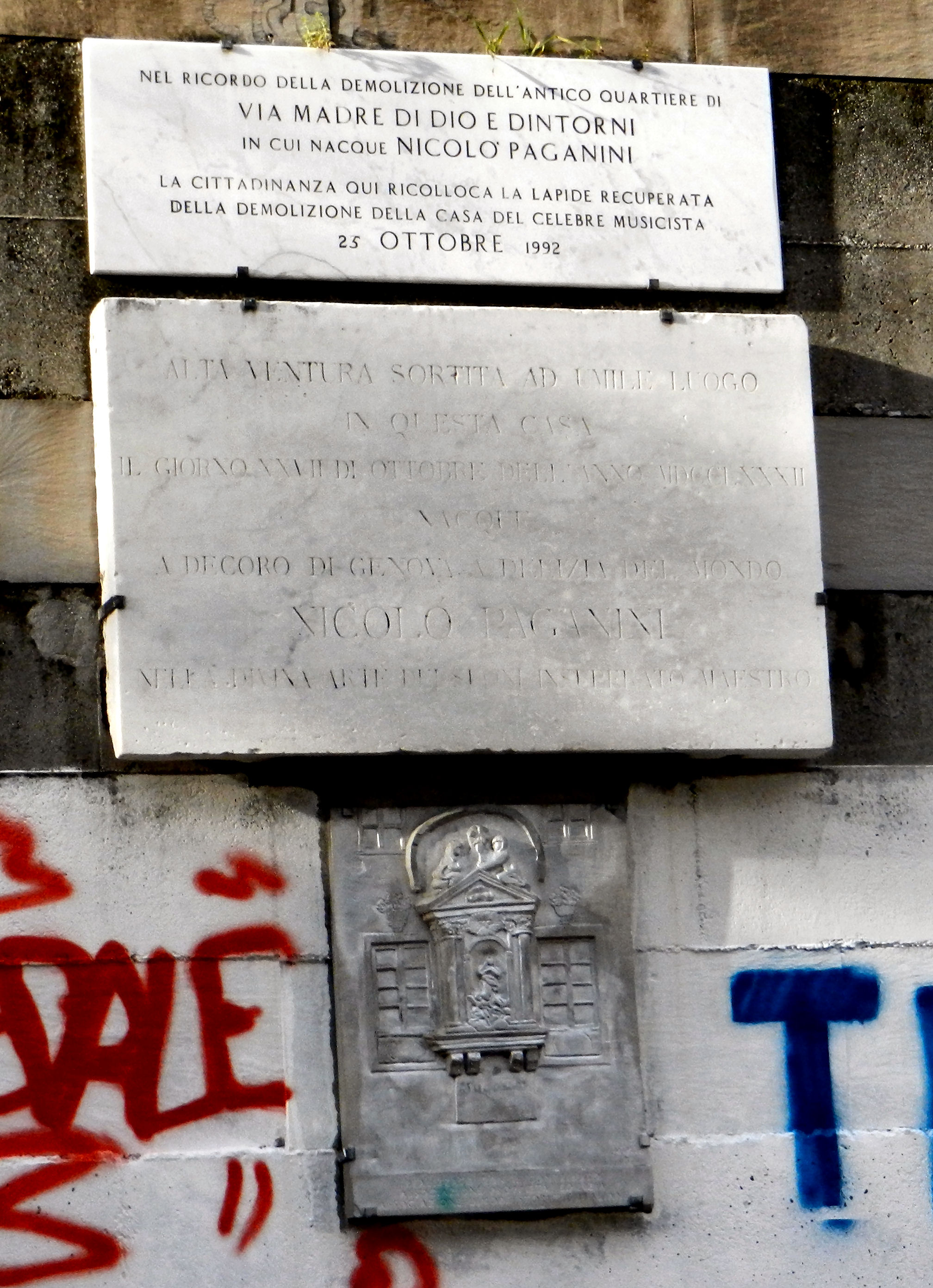
La targa del 1883 che si trovava sulla casa di Paganini ora nei Giardini Baltimora.

Nel 1981 nella vicina piazza Sarzano l'US Vecchia Genova fece erigere una targa come "colonna infame":
dei venturi come usava ai tempi

della gloriosa Repubblica di Genova

dedichiamo questa

“colonna infame”

all'avidità degli speculatori

e alle colpevoli

debolezze

dei reggitori della nostra città»
La statua della Madonna Immacolata che si trovava nell'edicola votiva venne trasferita nel Museo di Sant'Agostino.

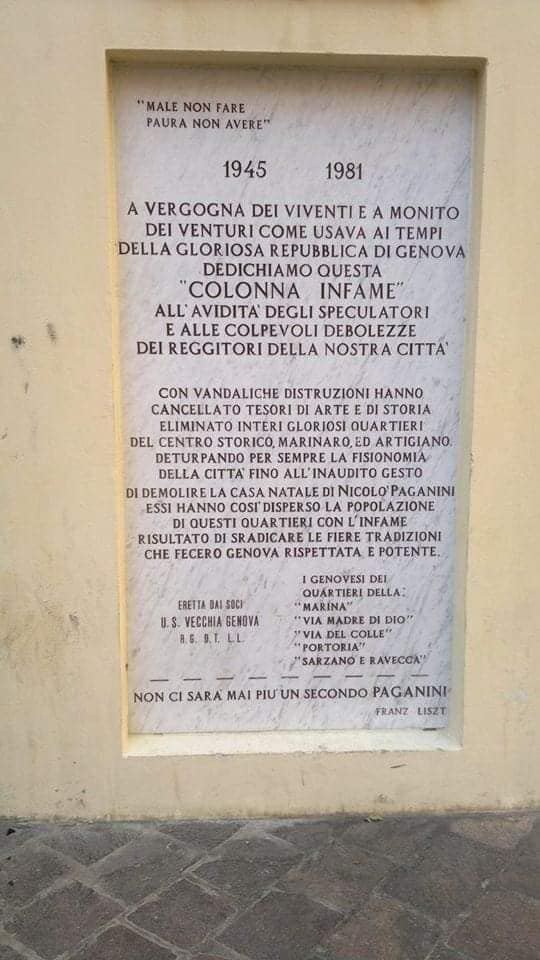
Lapide sulla distruzione di Casa Paganini in piazza Sarzano.

La targa che si trovava sulla casa è stata trasferita nei Giardini Baltimora, a cui è stata aggiunta una targa nel 1992 dal comune di Genova:
via Madre di Dio

in cui nacque Nicolò Paganini

la cittadinanza qui ricolloca la lapide recuperata

dalla demolizione della casa del celebre musicista

23 ottobre 1992»
Nel 2005 venne aperta dall'antico complesso conventuale di Santa Maria delle Grazie la Casa Paganini/InfoMus Lab.

## Galleria d'immagini

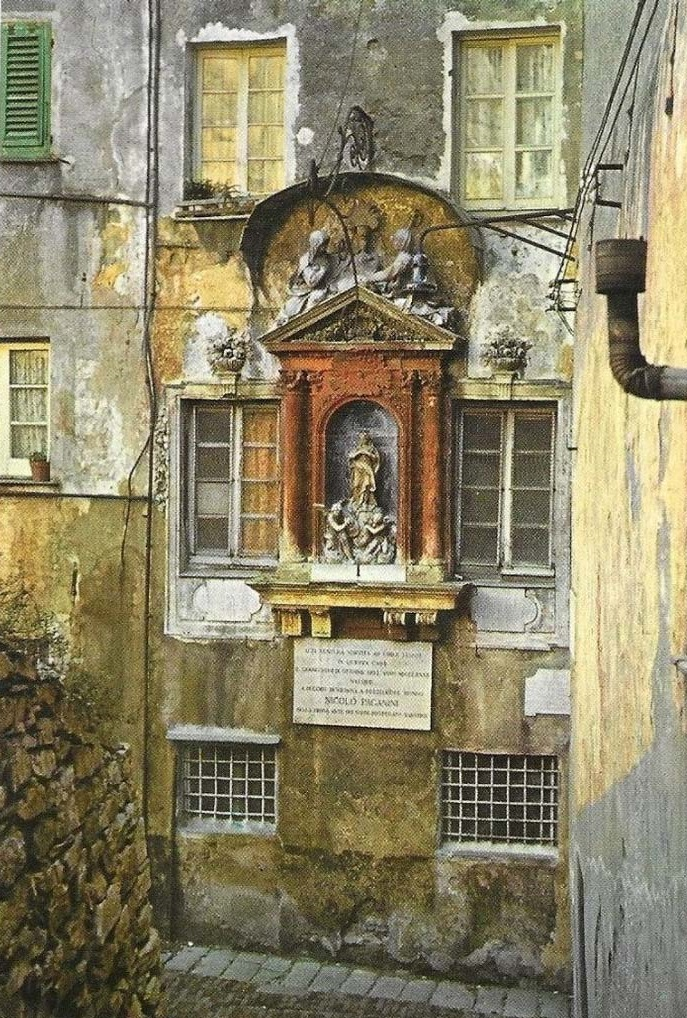
Immagine colorizzata della casa di Paganini
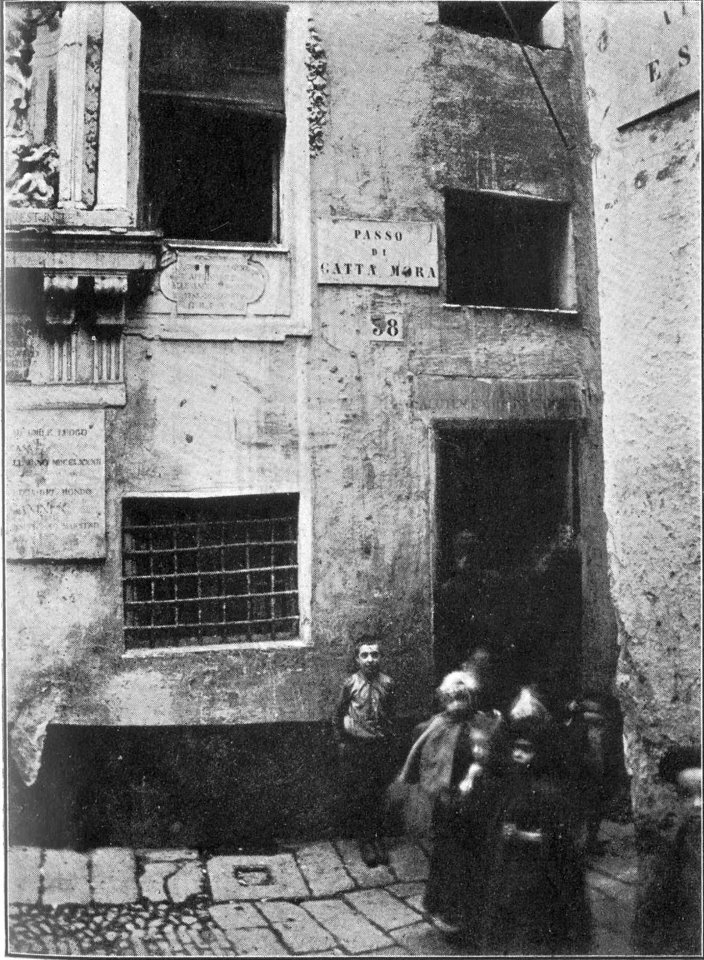
Fotografia di inizio '900 della casa di Paganini
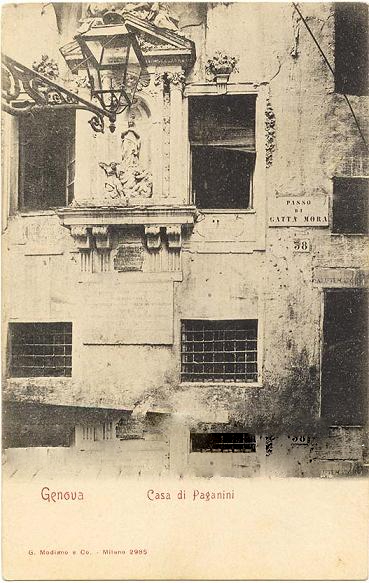
Cartolina di inizio '900 della casa di Paganini
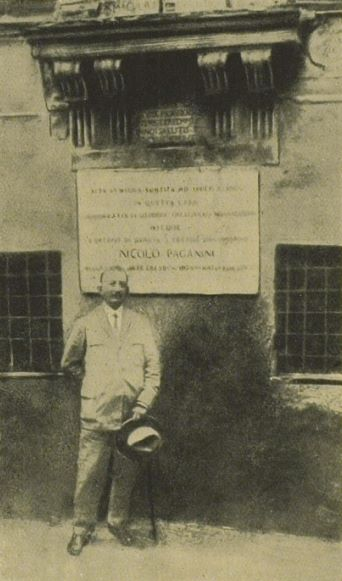
Il nipote di Paganini, Attilio davanti alla casa natale di suo zio.
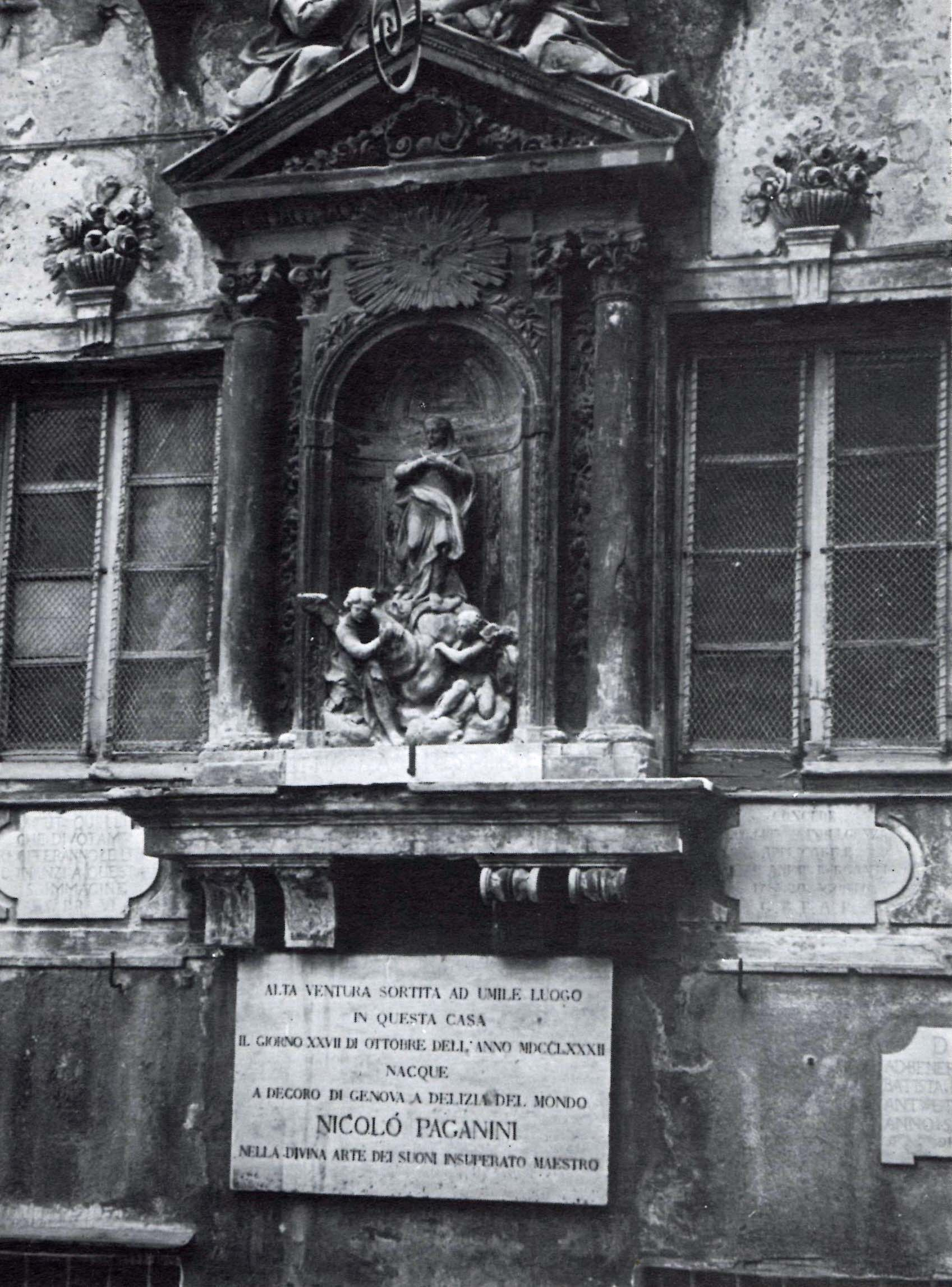
L'edicola sulla casa di Paganini.